# Budkî-Snovîdovîțki, Rokîtne
Budkî-Snovîdovîțki (în ucraineană Будки-Сновидовицькі) este un sat în comuna Snovîdovîci din raionul Rokîtne, regiunea Rivne, Ucraina.

## Demografie
Componența lingvistică a localității Budkî-Snovîdovîțki
     Ucraineană (100%)
Conform recensământului din 2001, toată populația localității Budkî-Snovîdovîțki era vorbitoare de ucraineană (100%).